# 펠리체 베아토
펠리체 베아토(Felice Beato, 1832년~1909년 1월 29일)는 이탈리아 태생의 영국 사진가다. 이후 영어식으로 펠릭스 비토(Felix Beato)라고 자칭했다. 1863년부터 21년간 요코하마에서 살았다.
동아시아 사진을 촬영한 최초 사진작가 가운데 한 명이며, 초기 종군 사진작가 가운데 한 사람이기도 하다. 일상 사진, 초상화, 아시아와 지중해 풍경이나 건물의 파노라마 사진으로 유명하다. 베아토는 여러 국가를 여행하며 그 나라 사람과 사건을 촬영했으며, 그들에게 익숙하지 않는 유럽과 북미 사람들 기억에 남았다. 인도 대반란과 제2차 아편 전쟁도 촬영했고, 초창기 보도 사진이라고도 할 수 있는 작품을 남겼다. 그는 다른 사진작가에 큰 영향을 주었지만, 특히 많은 일본 사진작가, 예술가에게 깊이 있고, 장기적인 영향을 주었다.

## 생애
베아토의 출신과 국적은 여러 가지 혼란이 있으며 사망 년도는 지금까지도 잘 알려져 있지 않았지만, 현재는 대체로 정확한 것으로 알려져 있다. 2009년에 발견된 사망증명서에 따르면, 베아토는 1832년에 베네치아에서 태어나 1909년 1월 29일 피렌체에서 사망했다. 또한 영국 국적을 가지고 있으며, 대학을 졸업했다. 어린 시절 가족과 함께 그리스의 케르키라섬에 이주한 보인다. 당시 이오니아 제도는 영국의 보호령이었기 때문에 영국 시민권을 취득한 것으로 생각된다.
펠리체 안토니오 베아토(Felice Antonio Beato) 또는 펠리체 A. 베아토(Felice A. Beato)라고 서명된 사진이 다수 존재하는 한 명의 사진작가가 있을 때는 이집트, 어떤 때는 일본과 떨어진 장소에서 비슷한 시기에 활동하고 있었다고 오랫동안 생각했다. 그러나 1983년에 Chantal Edel에 의해 펠리체 안토니오 베아토(Felice Antonio Beato)는 펠리체와 동생 안토니오(Antonio Beato)의 이름을 연달아 쓴 것으로 나타났다. 그들은 때로는 함께 활동했고, 동일한 서명을 사용했다. 따라서 현재에도 펠리체가 촬영했는지, 안토니오가 촬영했는지 확인할 수 없는 것이 있다.

## 지중해, 크리미아, 인도

시칸다르 정원 궁전의 폐허, 배경의 앙상한 반란의 흔적이 극적인 효과를 연출하고 있다. 1858년 인도

1854년 말 또는 1855년 초 로버트슨은 베아토의 여동생과 결혼해 3명의 딸을 낳았다. 1855년 베아토와 로버트슨은 크림반도의 발라클라바로 여행을 떠나 그곳에서 크림 전쟁의 사진을 촬영했다. 1855년 말 세바스토폴 함락 시 60장 정도의 사진을 촬영했다.
1858년 2월, 베아토는 캘커타에 도착하여, 인도대반란 이후를 촬영하기 위해 힌두스탄 평원을 여행했다. 이때 시체를 촬영하고 있었지만, 아마도 시체의 사진이 촬영된 것은 당시가 처음이었다. 적어도 1개는 러크나우의 시칸다르 정원(Sikandar Bagh)에서 촬영된 이 기둥만으로 되어 버린 건물은 극적인 효과를 올렸다. 그 외에도 델리, 칸푸르, 메루트, 바라나시, 암리차르, 아그라, 심라, 라호르를 방문했다.
1858년 7월에는 안토니오가 합류하였고, 건강상의 이유로 1859년에 인도를 떠나게 된 것 같았다. 1860년 이집트로 건너가 1862년에 테베에서 사진관을 열었다.

## 중국
1860년 베아토는 ‘로버트슨 앤 비토’(Robertson & Beato)의 공동 경영에서 손을 뗐지만, 로버트슨은 1867년까지 회사의 이름을 계속 사용했다. 베아토는 제2차 아편 전쟁에서 영국-프랑스 연합군의 사진 촬영을 위해 청나라에 파견되었다. 3월에는 홍콩에 도착 즉시 광저우까지 다리를 펴서 사진 촬영을 시작했다. 이 때 펠리체가 촬영한 사진은 중국을 촬영한 가장 초기의 것들 중 하나였다.
홍콩에 머무는 동안 베아토는 〈일러스트레이티드 런던 뉴스〉(The Illustrated London News)의 특파원으로 화가 찰스 워그먼을 만났다. 두 사람은 영국-프랑스 연합군에 동행하여 다롄 만, 베이탕(北塘), 하이허 하구의 다구포대, 베이징, 원명원 등의 사진을 촬영했다. 워그먼과 기타 일러스트레이티드 런던 뉴스가 그린 삽화는 펠리체가 촬영한 사진을 바탕으로 한 것이었다.

### 다구포대

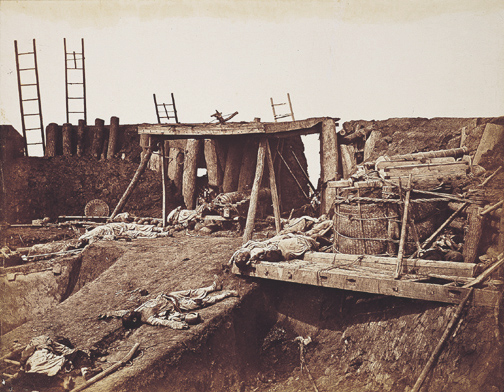
1860년 8월 21일, 영국-프랑스 연합군이 점령한 직후의 다구포대

베아토가 촬영한 제2차 아편 전쟁의 사진은 군사 작전의 전개에 따라 순차적 사진을 찍은 최초의 사례였다. 다구포대 사진은 그 상징적인 사례였다. 사진에는 차례로, 포대에 접근하여 외벽과 요새에 대한 포격과 마지막으로 중국인의 시체를 포함한 파괴된 요새 내부가 있었다. 흥미로운 사실은 사진이 순서대로 촬영된 것이 아니었다는 것이다. 중국인의 시체를 정리되기 전에 촬영한 다음 터렛 내부와 외부를 촬영하였다. 앨범은 실제 전투를 재현할 수 있도록 정렬되어 있었다.
베아토가 촬영한 중국인의 시체(영국-프랑스군 군인의 시체는 촬영하지 않았음)와 그 재현 방법으로 그의 보도 사진에 대한 이데올로기를 엿볼 수 있다. 이 작전에 종군한 데이비드 F. 레니 박사는 이렇게 추억을 회상하고 있다.
| “ | 나는 서쪽 성벽을 돌며 걸었다. 그곳에는 시체가 뒹굴고 있었다. 북서 방향으로는 대포의 주변에 13명이 엉켜 쓰러져 있었다. 베아토가 거기에 있었다. 몹시 흥분하고 있는 것 같았고, 그것을 ‘아름답다’라고 말하고 있었다. 그의 사진에 의해 그것이 영원히 기억될 때까지 방해를 하지 않도록 요구했다... | ” |

촬영된 사진은 영국 제국주의와 군사적 승리에 대한 강렬한 인상을 주었다. 영국에서 베아토의 사진은 제2차 아편 전쟁과 다른 식민지 전쟁을 정당화하기 위한 수단으로 사용되며 대중에게 동양의 문화를 알렸다.

### 이화원

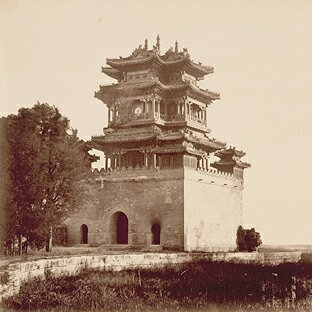
약탈 직전의 이화원, 1860년 10월)

베아토는 베이징 교외에 있는 중국 황제의 사적공원이며, 건물, 사원, 인조 연못, 정원으로 구성된 이화원을 촬영하고 있다. 몇 장의 사진은 1860년 10월 6일부터 18일 사이에 촬영되었다. 10월 6일에는 영국-프랑스 연합군의 공격이 시작되어 프랑스군이 값나는 모든 것을 약탈한 후 영국군의 총사령관인 엘긴 백작 제임스 브루스의 명령에 따라 ‘포로가 학대당한 것에 대한 복수’로 영국군 제1사단이 철저히 파괴하였고, 10월 18일과 19일에 방화를 했다. 베아토가 중국에서 찍은 마지막 사진은 베이징 조약에 서명하기 위해 베이징에 도착한 엘긴 백작과 함풍제의 대리로 서명한 혁흔이었다.
1861년 11월, 베아토는 영국으로 돌아가 그 겨울 동안 인도와 중국에서 촬영한 400장의 사진을 런던의 상업 인물 사진작가인 헨리 헤링(Henry Hering)에게 매각했다. 헤링은 사진을 복제하고 판매했다. 가격은 사진 1장당 7실링이었고, 인도에서 촬영된 사진 전부가 54파운드 8실링, 중국에서 찍은 사진이 총 37파운드 8실링이었다. 당시 잉글랜드와 웨일즈의 일인당 국민 소득은 연간 32파운드에 불과했고, 사진집의 가격은 이보다 높았던 셈이다.

## 일본

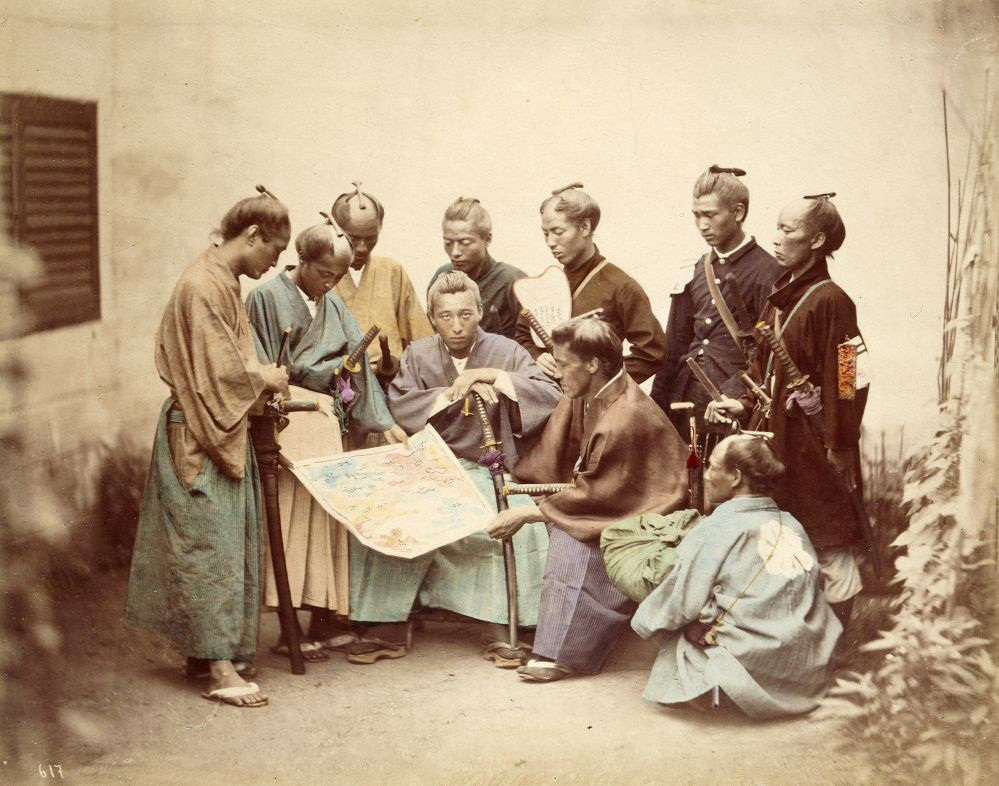
보신 전쟁 중에 사쓰마 번사

베아토는 1863년경 요코하마로 이주하여 1861년부터 그곳에서 살고 있던 찰스 워그먼과 함께 ‘비토 앤 워그먼 화실’(Beato & Wirgman, Artists and Photographers)을 설립하여, 1864년부터 1867년까지 같이 일했다. 워그먼은 여기에서도 베아토의 사진을 바탕으로 삽화를 그렸다. 한편, 베아토는 워그먼 스케치와 작품을 촬영하고 있었다. 원래 ‘일러스트 런던 뉴스’의 삽화 화가였던 워그먼이 1860년 베이징 전쟁 취재 중에 현지에서 알게 된 종군 사진작가인 베아토를 초청하여 1863년에 일본으로 온 것으로 알려져 있다.
베아토가 일본에서 촬영한 것은 군용 사진 외에도 초상 사진, 풍속 사진, 명소, 도시 경관 등, 특히 우타가와 히로시게와 가쓰시카 호쿠사이의 우키요에를 연상시키는 도카이도의 풍경이 유명하다. 얼마 전까지 쇄국을 고수하고 있었던 만큼, 일본을 사진에 담아낸 것은 매우 중요한 일이었다. 베아토의 사진은 그 질뿐만 아니라 에도 시대를 촬영한 희소성을 가진 작품이라는 점에서도 주목할 만한 것이다.
베아토는 일본에 체류하는 동안 매우 활동적이었다. 1864년 시모노세키 전쟁의 종군 사진작가를 맡았다. 이듬해에는 나가사키와 그 근교의 사진을 발표했다. 1866년부터는 워그먼이 경영했던 월간지 《재팬 펀치》에서 캐리커쳐로 자주 등장한다.

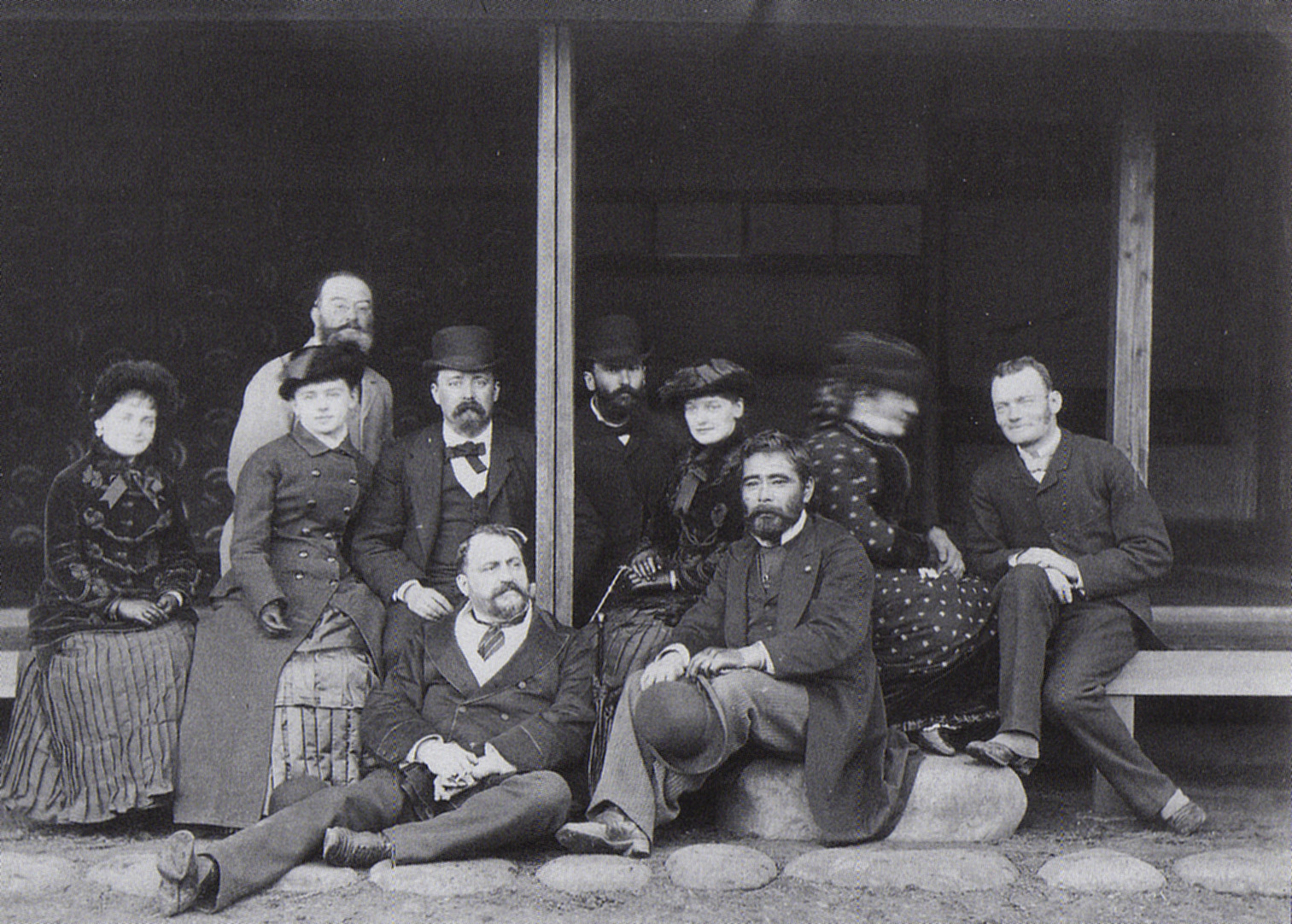
사이고 주도와 베아트(앞에 앉은 인물) 그리고 친구들(1882년, 휴그 크래프트 촬영)

1866년 부타야 화재 사건(豚屋火事)으로 요코하마 거류지가 전소되었기 때문에, 베아토는 자신의 사진관과 네거티브를 잃었다. 그 후 2년간 대체 작품을 적극적으로 촬영했다. 그 결과, 2권의 사진집에, 100장의 인물 사진과 풍속 사진으로 구성된 《네이티브 타입즈》(Native Types)와 98개의 명소와 도시 풍경으로 구성된 《일본의 풍광》(Views of Japan)이 완성되었다. 사진의 대부분은 인력을 투입하여 색을 입혔지만, 이것은 일본의 수채화와 목판 인쇄 기술을 유럽의 사진에 응용한 것이었다. 1869년부터 1877년에 걸쳐, 요코하마에서 ‘비토 앤 컴퍼니 포토그래퍼’(F. Beato & Co., Photographers)를 경영했다. 워그먼과의 공동 경영은 해지되었고, 우렛(H. Woolett)이라는 도우미와 4명의 사진작가와 4명의 일본인의 착색 화가를 고용했다. 구사카베 김베이가 독립 전에 베아트에 고용되어 있었다고 생각된다. 베아토는 우에노 히코마 등과 함께 촬영을 진행했다. 또한 라이문트 폰 슈티르프리드 남작에게 사진을 가르친 것도 베아토라고 알려져 있다.
일본에 체류하는 동안 베아토는 사진 사업에만 전념한 것이 아니라 많은 사업을 맡았다. 토지 일부와 사진관을 가지고 있던 것 외에도 부동산 컨설턴트, 요코하마 그랜드 호텔에 출자하였고, 카펫과 여성용 가방 수입 등을 하였다. 또한 원고, 피고, 또한 증인으로 법정에 여러 번 선 적도 있었다. 1873년 8월 6일, 베아토는 주일본 그리스 총영사에 임명되었으며, 이것은 케르키라섬에 살았던 적이 있었기 때문으로 보여진다.
1877년, 베아토는 스튜디오를 닫고, 사진과 네거티브를 포함한 대부분의 자산을 슈티르프리드 남작에게 매각했다. (남작은 ‘슈티르프리드 앤 안데르센’이라는 이름으로 사진 스튜디오를 시작했다.) 매각 후 베아토는 몇 년간 사진의 세계에서 벗어나 투기와 무역업에 전념했다.
1884년 11월 29일, 베아토는 일본을 떠나 이집트 포트사이드에 정착했다. 일본 신문에 따르면 요코하마에서 은 거래에 실패하여 대부분의 재산을 잃었다고 알려져 있다. 또한, ‘슈티르프리드 앤 안데르센’의 자산은 1885년 아돌포 파르사리와 구사카베 김베이에게 매각되었기 때문에, 베아토의 사진 자산은 파르사리 등에게 넘어갔다.

### 일본의 풍광
베아토의 대표작 〈일본의 풍광〉(Views of Japan)은 1868년부터 촬영된 것이다. 풍경을 주로 한 것과 인물 등 일본의 풍속 문화를 중심으로 한 것, 두 종류가 있으며, 25매 ~ 50매 철의 사진집을 만들어 판매하는 것 외에 고객(해외에서 여행객이나 일본에 거주하는 상인 등) 자신이 내점하여 컬렉션 중에서 좋아하는 것을 골라 앨범으로 만드는 서비스도 시행하고 있었다. 사진에는 각각 150 ~ 500자 정도의 자막을 붙일 수 있었지만, 실수와 오해도 적지 않았다. 편집은 요코하마의 영자지(재팬 공보, The Far East) 발행인인 존 레이디 블랙이 관계하고 있었다고 알려졌다. 사진의 착색은 동종 업자들의 경쟁이 치열해지자 차별화를 위해, 수채화에도 (워그먼의 조언으로) 우키요에를 만들던 수준 높은 기술을 익히고 있던 일본 장인이 작업에 나섰다. 스튜디오 촬영 모델은 동일인이 다른 의상으로 등장하는 등 반드시 그 직업을 가진 사람은 아니었다.

## 조선
1871년, 제너럴셔먼호 사건(1866년 8월 21일 미국 상선이 대동강에서 소각된 사건)의 보복을 위해 미국 해군은 조선에 원정을 하여 신미양요를 일으켰다. 베아토는 그곳에서도 종군 사진사로 있었다. 그때 촬영된 사진은 《하퍼스 위클리》(Harpers Weekly) 1871년 9월 9일자를 통해 보도되었으며, 확인되는 한 조선 최초의 사진이었다.

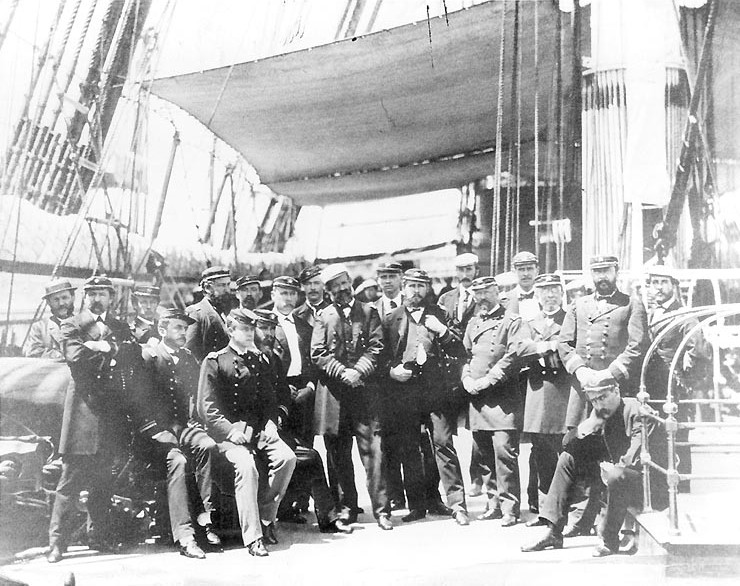
USS 콜로라도 호에서 신미양요 참전 기념 사진을 찍는 장교들
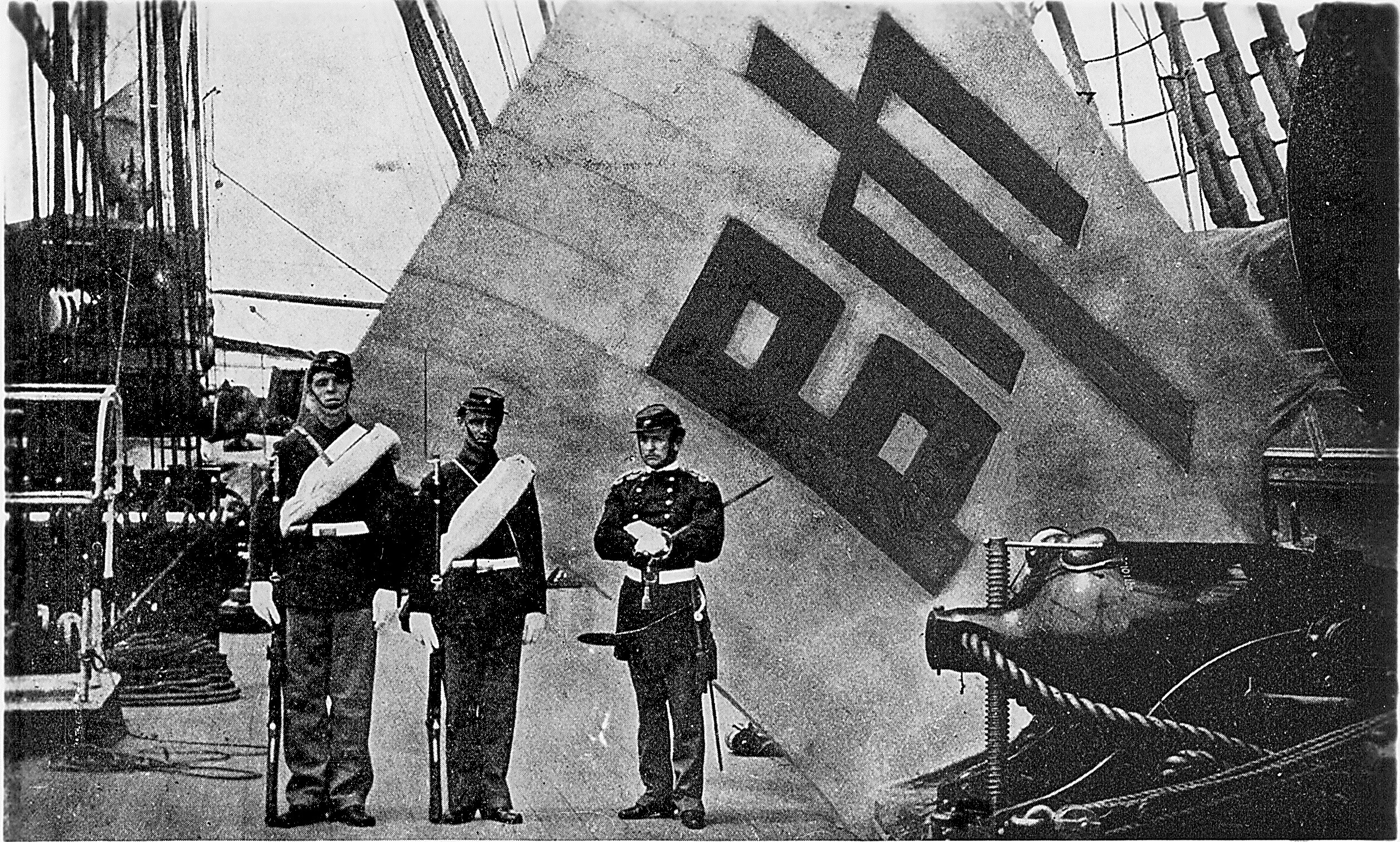
1871년 6월에 USS 콜로라도 호 선상에 놓은 수자기(어재연 장군기)
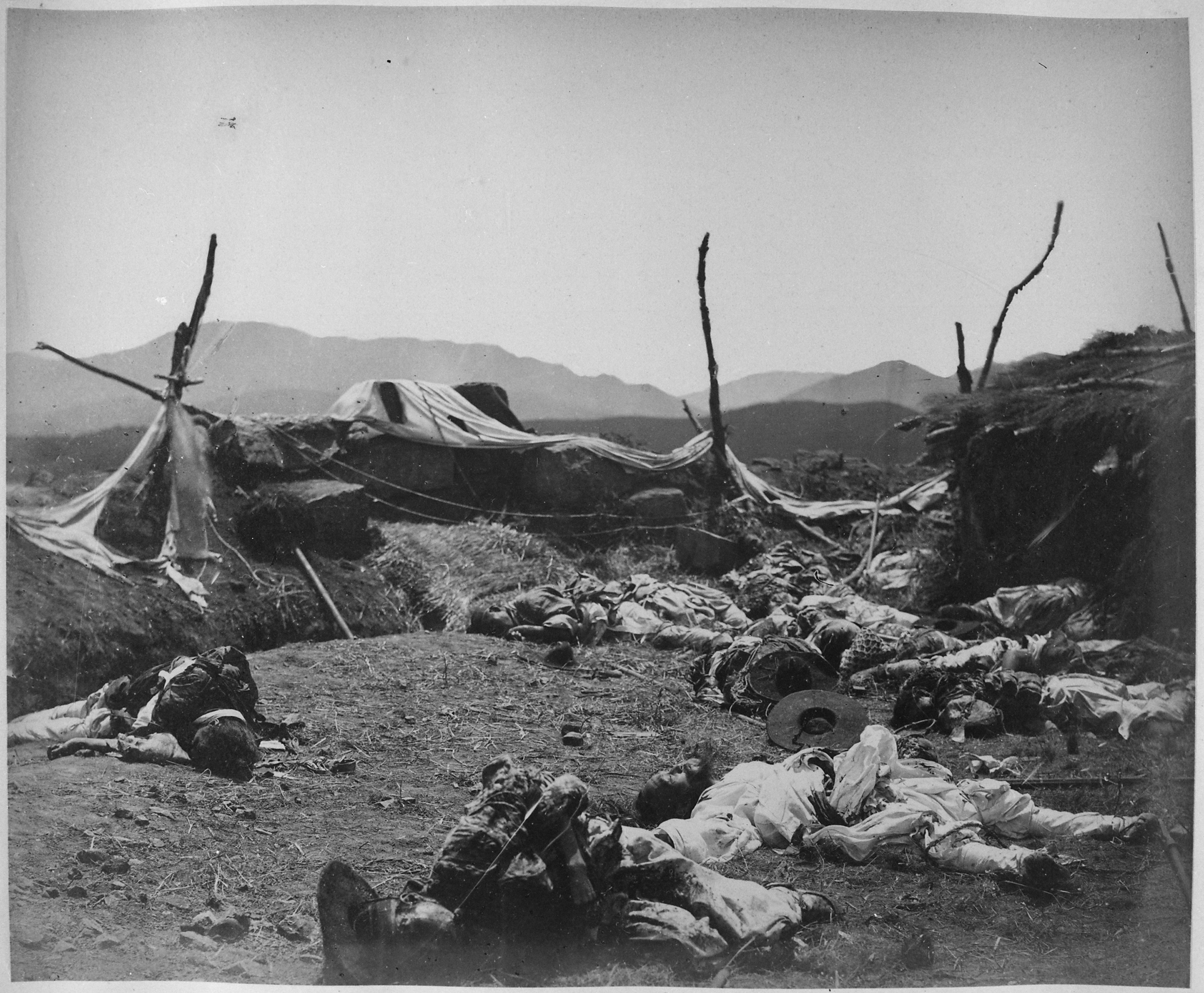
전멸한 광성보의 조선군
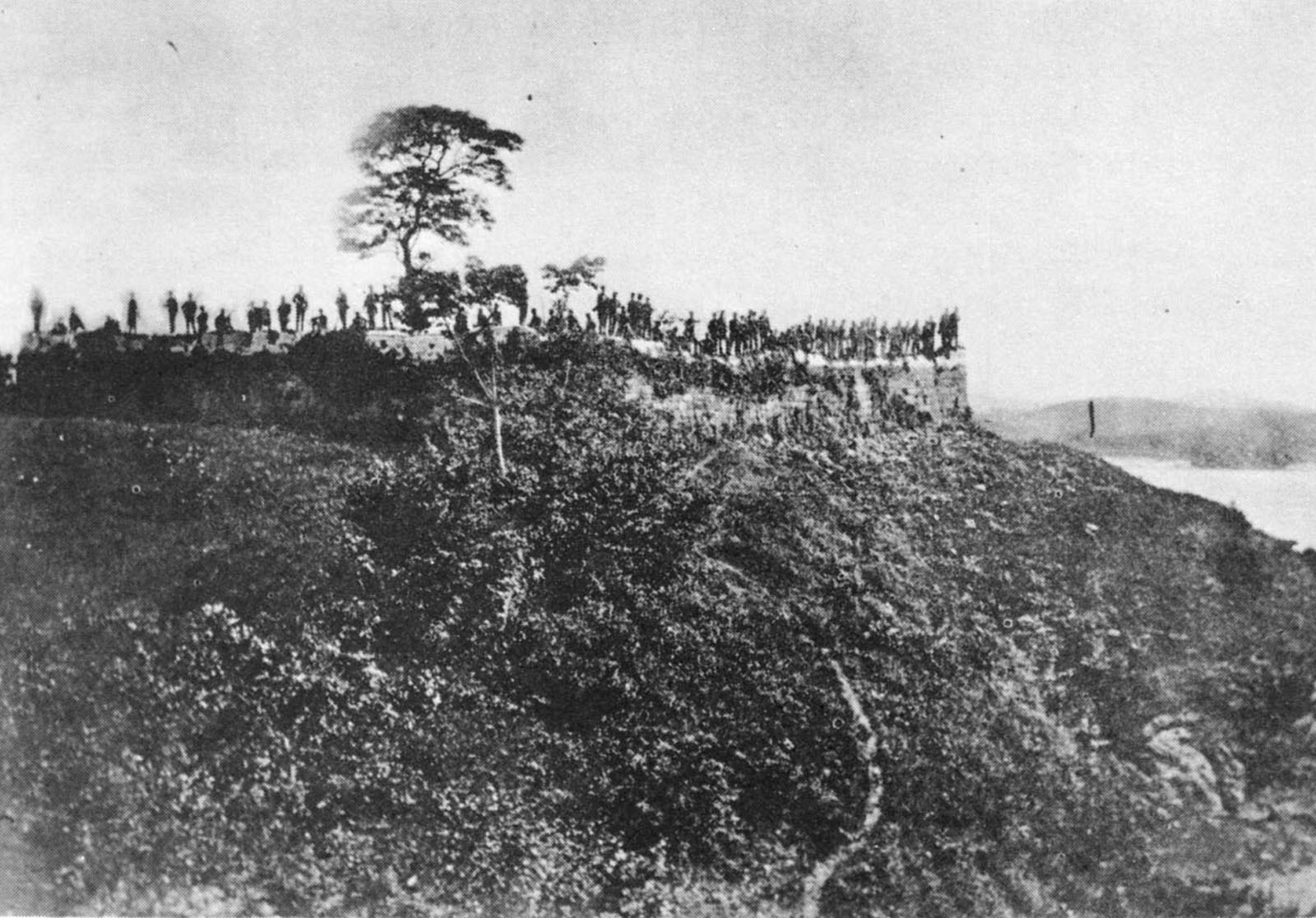
점령당한 덕진진
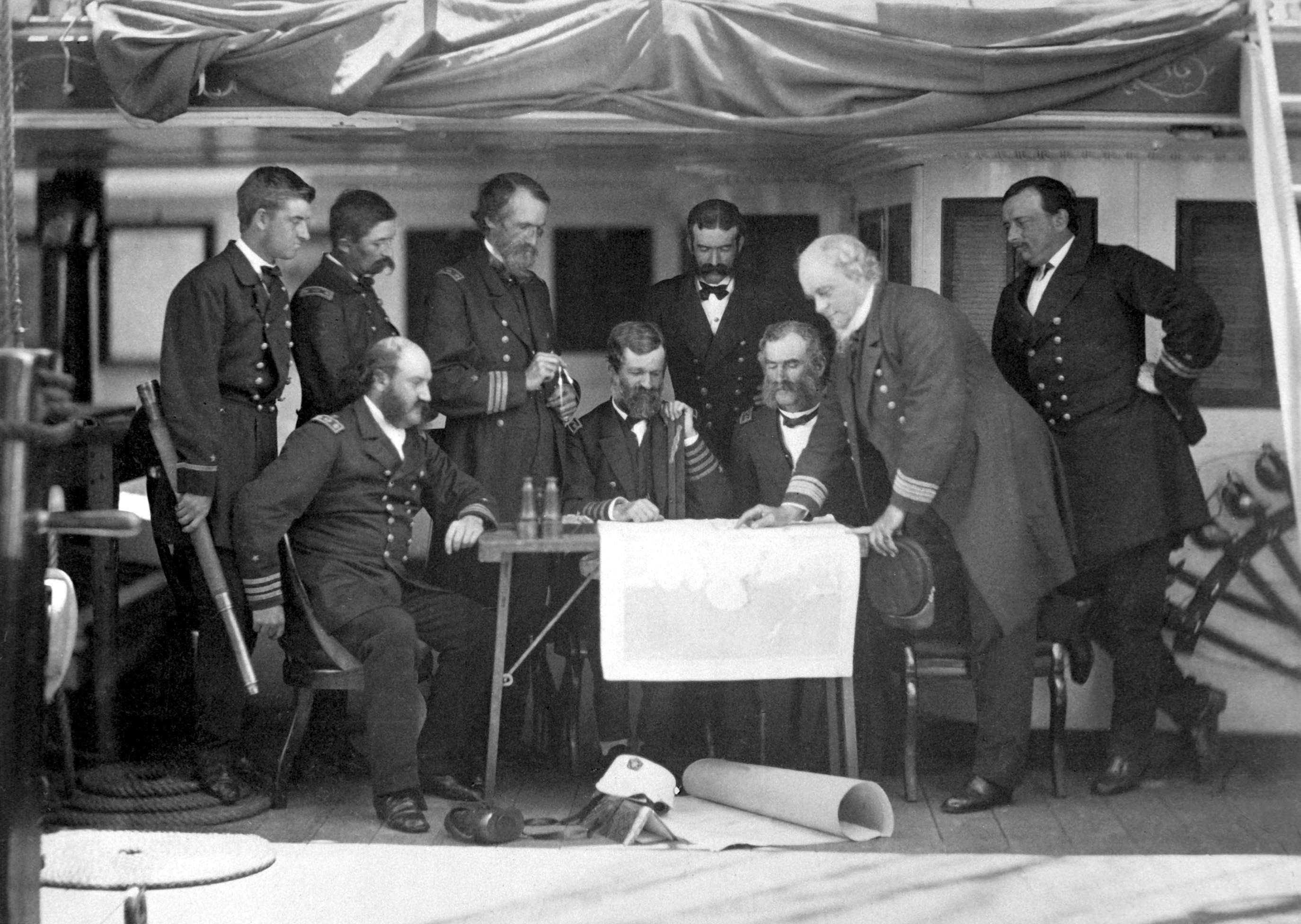
콜로라도 호의 전략 위원회
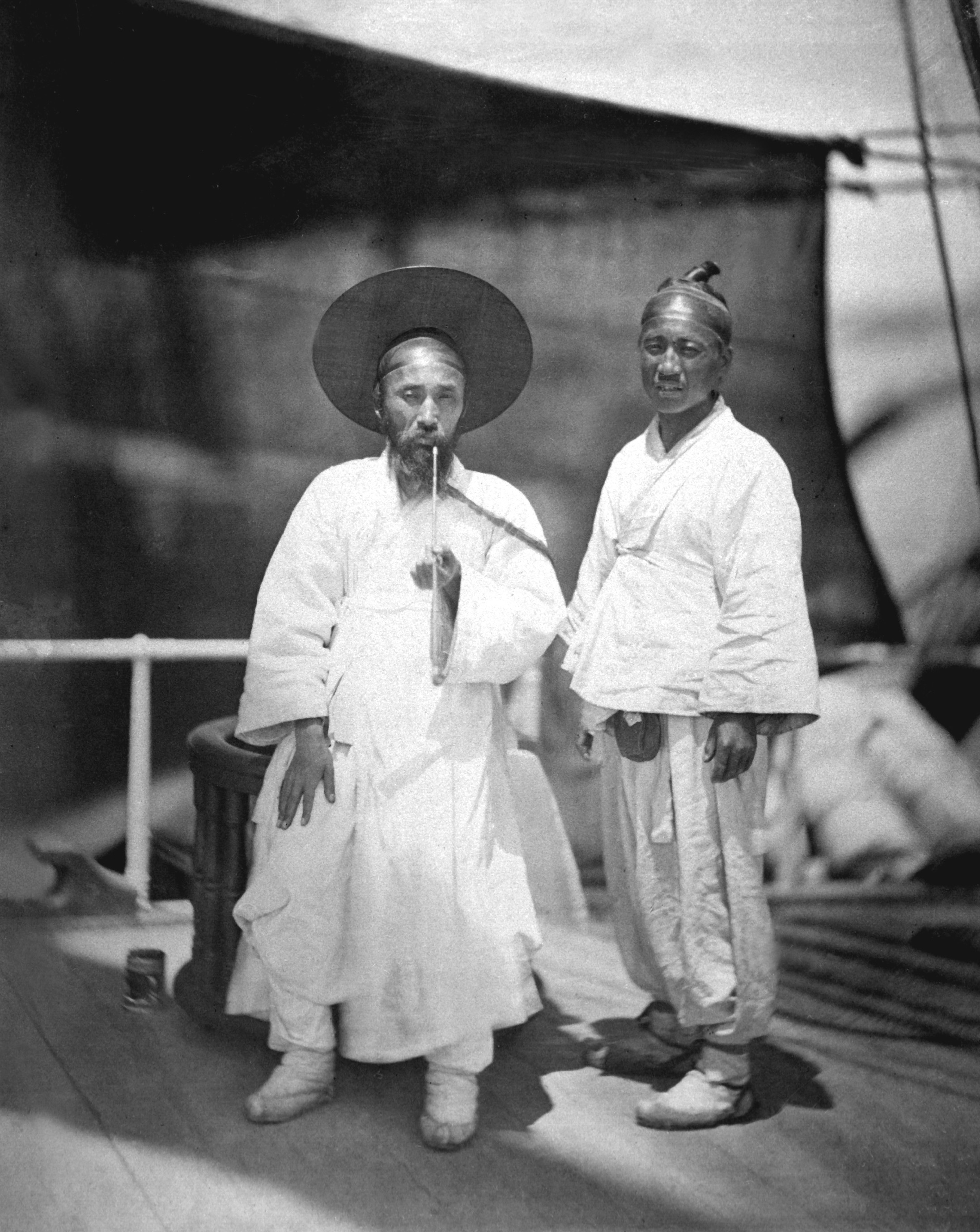
협상을 위해 파견된 조선 관리

위 사진의 수(帥)자가 쓰인 어재연 장군기는 이때 미군이 전리품으로 가져가 미국 메릴랜드주 애너폴리스 해군사관학교에서 보관하고 있다가, 2007년 10월 22일 136년만에 장기대여 형태로 반환되었다.

## 만년

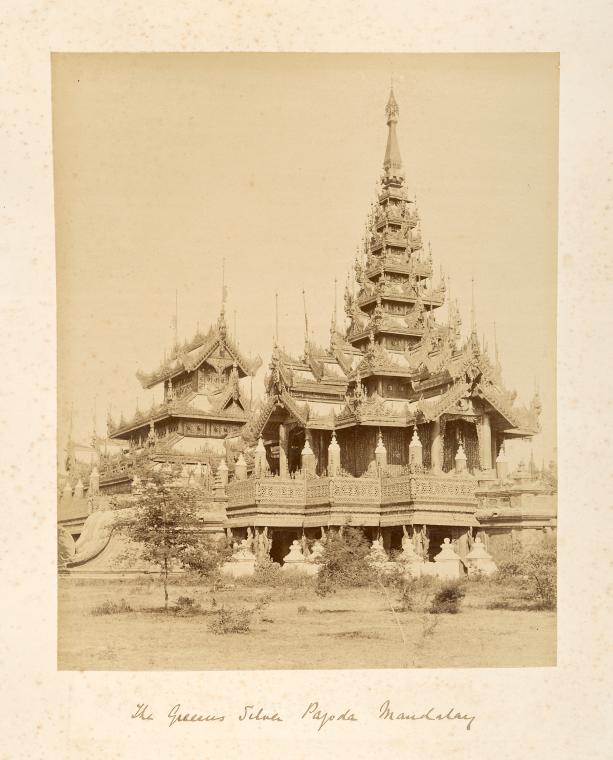
만달레이의 실버 파고다 (1889년무렵)

1884년부터 1885년에 걸쳐, 찰스 고든의 뒤를 따라 수단의 하르툼에 원정하여 울슬리 남작(GJ Wolseley)의 사진사가 되었다. 그러나 거기서 촬영된 사진은 현존하지 않는다.
1886년에 잠시 영국으로 돌아와 런던의 사진학교 교사로 근무했지만, 1888년에는 다시 아시아로 여행을 떠났다. 이번 목적지는 버마였고, 만달레이와 양곤에서 가구와 골동품 장사를 하였으며, 1896년에서 사진관을 경영하였다. 그의 통신 판매 카탈로그는 그가 취급하고 있는 상품의 사진과 함께 적어도 2권의 사진집이 포함되어 있었다.
1899년 무렵까지 일하고 있었지만, 1907년 1월에 그의 회사는 청산되었지만 만년이나 사망 시기는 오랫동안 나타났다 않았고, 1905년이나 1906년경에 랭군 또는 만달레이에서 사망한 것으로 알려져 있었다. 2009년에 발견된 사망보고서에서는 1909년 1월 29일 이탈리아 피렌체에서 사망한 것으로 되어 있기 때문에 그가 이탈리아로 귀국한 것으로 생각된다.

## 같이 보기
- 쇄국정책
- 오리엔탈리즘